# Stefania Światłowska
Stefania Światłowska (ur. 8 kwietnia 1914 w Eleonorhofie, zm. 6 sierpnia 2009 w Żyrardowie) – polska pedagog, działaczka społeczna, nauczycielka greki, łaciny, angielskiego i niemieckiego. Członek honorowy Polskiego Towarzystwa Filologicznego (1988).

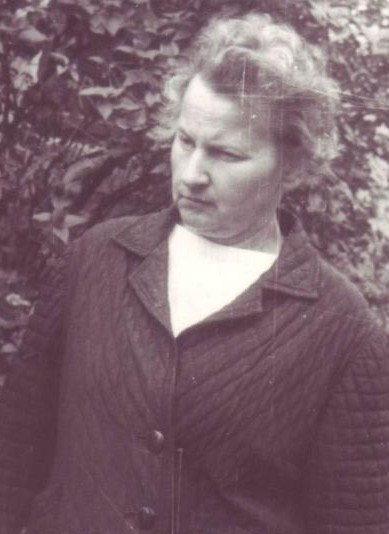
Stefania Światłowska, łacinniczka z VI LO im. Tadeusza Reytana w Warszawie – zdj. z 1969

## Życiorys
Urodziła się we wsi Eleonorhof w pobliżu miasta Warklany (obecnie Łotwa). W 1920, po odzyskaniu przez Polskę niepodległości, rodzice Stefanii przyjechali w nowe granice Polski i zamieszkali w Żyrardowie. Miała sześcioro rodzeństwa. W 1931 zdała maturę w Miejskim Gimnazjum im. Stefana Żeromskiego w Żyrardowie. W 1936 otrzymała dyplom magistra filologii klasycznej na Uniwersytecie im. J. Piłsudskiego w Warszawie. W 1937 ukończyła Studium Nauczycielskie, odbywając jednocześnie praktykę w Gimnazjum i Liceum im. Emilii Plater w Warszawie. Przed wybuchem II wojny światowej pracowała m.in. w:
- Gimnazjum i Liceum Humanistycznym Sabiny Tegazzo-Chmielewskiej w Warszawie;
- Gimnazjum i Liceum Marii Taniewskiej w Warszawie;
- Gimnazjum i Liceum im. Królowej Jadwigi w Warszawie.

W okresie okupacji hitlerowskiej pracowała przez dwa lata jako bibliotekarka w Szkole Handlowej w Żyrardowie, a potem w biurze handlowym w Zakładach Żyrardowskich. Prowadziła tajne nauczanie. W ramach tej akcji w latach 1941–1944 egzamin dojrzałości zdało w Żyrardowie 40 abiturientów, a Komisja Weryfikacyjna uznała wszystkie świadectwa za ważne.
Po II wojnie światowej Stefania Światłowska była zatrudniona m.in. w:
- 1945–1947 – Gimnazjum i Liceum im. Stefana Żeromskiego w Żyrardowie;
- 1947–1982 – VI Liceum Ogólnokształcącym im. Tadeusza Reytana w Warszawie, gdzie uczyła m.in. języka łacińskiego, angielskiego, greckiego, historii, propedeutyki filozofii i logiki, a w roku szkolnym 1959/1960 była wicedyrektorem szkoły;
- 1953–1959 – Prywatnym Liceum Ogólnokształcącym im. św. Augustyna w Warszawie.

W roku akademickim 1958/1959 pracowała też jako lektorka języka niemieckiego na Politechnice Warszawskiej (przed wojną uczyła się tego języka na kursach Hansa Fuhra w Warszawie).
Pełniła funkcję opiekunki społecznej. Na podstawie podań niezamożnych rodziców, postępów w nauce ich dzieci, a także wizyt w domach zgłaszała na radach pedagogicznych wnioski o przyznanie stypendiów i bezpłatnych obiadów.
Prowadziła miesięczne praktyki dla studentów – przyszłych nauczycieli licealnych – kończących filologię klasyczną.
Jej uczniowie startowali z powodzeniem w „Olimpiadzie Warszawskiej Języka Łacińskiego”, organizowanej przez Instytut Filologii Klasycznej Uniwersytetu Warszawskiego.
Mimo przejścia w 1976 na emeryturę pracowała nadal w LO im. Tadeusza Reytana. W roku szkolnym 1976/1977 została zwolniona z pracy z przyczyn politycznych, gdyż wraz z sześcioma innymi nauczycielami szkoły (m.in. Ireneuszem Gugulskim i Wojciechem Fałkowskim) podpisała list w sprawie powołania specjalnej komisji sejmowej dla zbadania wydarzeń czerwcowych 1976 roku. Od 1977 była rozpracowywana przez Służbę Bezpieczeństwa w ramach Sprawy Operacyjnego Rozpracowania (SOR) o kryptonimie „Panna”. Do pracy wróciła w roku szkolnym 1981/1982 na skutek interwencji „Solidarności”, próśb uczniów i ich rodziców. Był to jej ostatni rok w szkole.
Należała do Związku Nauczycielstwa Polskiego, była prezesem koła ZNP w LO im. Tadeusza Reytana. Współautorka Małego słownika polsko-łacińskiego. Uczniami Stefanii Światłowskiej byli m.in. Jerzy Axer, Anna Komorowska, Irena Koźmińska oraz Jerzy Wojtczak-Szyszkowski. Została pochowana na cmentarzu w Żyrardowie.
W 2009 roku LO im. Tadeusza Reytana ustanowiło Nagrodę im. Stefanii Światłowskiej. W 2010 roku w siedzibie szkoły przy ul. Wiktorskiej 30/32 w Warszawie otwarto Salę im. prof. Stefanii Światłowskiej. W 2016 roku Jerzy Axer poświęcił Stefanii Światłowskiej artykuł naukowy Stefania Światłowska: An Extraordinary Teacher, opublikowany w książce Classics and Class: Greek and Latin Classics and Communism at School (Warszawa – Lublana 2016).

## Odznaczenia i nagrody
- Medal 10-lecia Polski Ludowej (1954)
- Nagroda Polskiego Towarzystwa Filologicznego (1969)
- Złota Odznaka ZNP (1971)
- Nagroda Ministra Oświaty i Wychowania I stopnia (1972)
- Złoty Krzyż Zasługi (1973)
- Nagroda Kuratora Oświaty i Wychowania (1976)